# Quintuplets 2000
Quintuplets is aflevering 52 (#403) van de animatieserie South Park. Ze is voor het eerst verschenen op 26 april 2000. De aflevering is gebaseerd op de Dionne-vijfling (de eerste vijfling die de kindertijd overleefde) en de zaak-Elián González.

## Samenvatting
Kyle, Stan, Cartman en Kenny gaan voor het eerst naar een circus. Ze vinden dit maar niks tot een Roemeense vijfling optreedt. De jongens helemaal weg van de vijfling, en willen ook een circus beginnen om geld te verdienen. Omdat Kenny niet goed kan zingen moet hij zangles nemen.
De vijfling en hun grootmoeder lopen stiekem uit het circus weg om in Amerika te blijven. Ze lopen bij de Marshfamilie aan die hen tijdelijk laat overnachten. Kenny oefent zijn zangkunst en zijn liederen zetten een romantische sfeer op tussen opa Marsh en de grootmoeder, die hierop seks met elkaar hebben. Grootmoeder overleeft dit niet en nu zijn de meisjes op zichzelf aangewezen. De jongens willen dat ze in Amerika blijven omdat ze geld met hen willen verdienen in hun nieuwe circus.
Kenny blijkt inmiddels talent te hebben maar zijn ouders kunnen de zanglessen in Europa die hij nodig heeft niet betalen. Hij zingt op straat voor geld om hiermee zijn kosten te betalen. Uiteraard gaat Kenny naar Roemenië want daar is iedereen arm en is alles goedkoop. Hij wordt een grote ster in Roemenië.
De Roemeense regering heeft lucht van de zaak gekregen en dwingt de vader (die hen 5 jaar eerder had verlaten) de voogdij over de meisjes op te eisen. De jongens mobiliseren een boze menigte om hiertegen te protesteren en proberen de meisjes te overtuigen dat Amerika veel beter is dan Roemenië. Uiteindelijk worden de meisjes door minister Janet Reno en de politie met geweld weggehaald. De jongens laten het er niet bij zitten en er ontstaat een veldslag.
De vijfling roept dat het nu wel genoeg is en dat ze genoeg heeft van iedereens hypocriete gedrag: de vader die vijf jaar geleden wegliep en nu doet alsof hij hen zo mist, de Roemeense regering die het alleen om de reputatie van hun land gaat, de protesteerders die niets beters te doen hebben, en de jongens met hun onwetendheid over de Roemeense cultuur en hun arrogante assumptie dat de VS het beste land ter wereld zijn plus het feit dat het ze alleen om hun circus gaat. De vijf stappen vervolgens in Oprah Winfrey's limousine voor een tournee door het land.
In Roemenië vindt ondertussen het omgekeerde plaats. Kenny's vader smeekt zijn zoon (onder dwang) om thuis te komen, en terwijl Amerikaanse soldaten het huis binnenvallen protesteren boze Roemenen tegen de uitzetting van Kenny. Kenny wordt uiteindelijk per ongeluk door een te schietgrage soldaat doodgeschoten.